# Liste des seigneurs d'Harcourt
 (février 2015).
Si vous disposez d'ouvrages ou d'articles de référence ou si vous connaissez des sites web de qualité traitant du thème abordé ici, merci de compléter l'article en donnant les références utiles à sa vérifiabilité et en les liant à la section « Notes et références ».
Lorsque le chef viking Rollon obtient en 911, par le traité de Saint-Clair-sur-Epte, les territoires qui vont constituer la Normandie, il distribue des domaines à ses principaux fidèles.
La seigneurie d’Harcourt, près de Brionne, fut ainsi attribuée par Rollon à Bernard le Danois, un de ses parents, ancêtre présumé des seigneurs d'Harcourt, qui reçut également le comté de Pont-Audemer.
Anquetil d'Harcourt fut le premier à en prendre le nom au début du XIe siècle.

## Seigneurs d'Harcourt

### Maison d'Harcourt
- v.911-v.950 : Bernard le Danois, gouverneur et régent du duché de Normandie en 943
marié à Sprote, princesse de Bourgogne
- v.950-v.960 : Torf, baron de Tourville, fils du précédent
marié à Ertemberge de Bricquebec
- v.960-v.1020 : Turquetil
marié à Anceline de Montfort-sur-Risle
- v.1020-ap.1066 : Anquetil d'Harcourt, fils du précédent
marié à Ève de Boissey
- ap.1066-ap.1078 : Errand d'Harcourt, fils du précédent
marié à Emme d'Estouteville
- ap.1078-ap.1100 : Robert Ier d'Harcourt, frère du précédent
marié à Colette d'Argouges.
- ap.1100-ap.1124 : Guillaume d'Harcourt, fils du précédent
marié à Hue d'Amboise.

- ap.1124-1212 : Robert II d'Harcourt, seigneur d'Elbeuf, fils du précédent
marié en 1179 avec Jeanne de Meulan fille de Robert II.
- 1212-1239 : Richard d'Harcourt († 1239), fils du précédent
marié en 1213 Jeanne de la Roche-Tesson, héritière de la Vicomté de Saint-Sauveur
- 1239-1288 : Jean Ier d'Harcourt (1199 † 1288), fils du précédent
marié à Alix de Beaumont, fille de Jean Ier de Beaumont-Gâtinais
- 1288-1302 : Jean II d'Harcourt (1240 † 1302), maréchal et amiral de France, fils du précédent
marié en premières noces à Agnès de Lorraine, fille de Ferry III de Lorraine
marié en secondes noces à Jeanne vicomtesse de Châtellerault
- 1302-1329 : Jean III d'Harcourt († 1329), fils du précédent et de Jeanne de Châtellerault
marié à Alix de Brabant fille de Godefroy seigneur d'Aerschot et de Vierzon

## Comtes d'Harcourt
La baronnie d'Harcourt fut érigée en comté d'Harcourt, conjointement avec les seigneuries de Lillebonne, Troispierres, La Saussaye et Elbeuf, par lettres de Philippe VI en mars 1338.

### Maison d'Harcourt
|     | Marquis             | Periode   | Conjointe                                                     |
| --- | ------------------- | --------- | ------------------------------------------------------------- |
| I   | Jean IV d'Harcourt  | 1338-1346 | Isabeau de Parthenay                                          |
| II  | Jean V d'Harcourt   | ?-1356    | Blanche d'Aumale, comtesse d'Aumale                           |
| III | Jean VI d'Harcourt  | 1342-1389 | Catherine de Bourbon († 1427), fille de Pierre Ier de Bourbon |
| IV  | Jean VII d'Harcourt | 1370-1452 | Marie d'Alençon (1373 † 1417), fille de Pierre II d'Alençon   |

Son fils étant mort en 1424, Harcourt revint à sa seconde fille. Cependant sa fille aîné Marie, mariée à Antoine de Lorraine, comte de Vaudémont, revendiqua Harcourt, ainsi que leur fils Jean.

### Maison de Rieux
- 1452-1456 : Jeanne d'Harcourt (1399 † 1456), fille de Jean VII d'Harcourt
mariée en 1414 à Jean III de Rieux (1377 † 1431), seigneur de Rochefort
- 1456-1458 : François de Rieux (1418 † 1458), fils des précédents
marié en 1442 à Jeanne de Rohan fille d'Alain IX et de Marguerite de Bretagne
- 1458-1518 : Jean IV de Rieux (1447 † 1518), fils du précédent
marié à Isabelle de Brosse († 1527), fille de Jean III de Brosse, comte de Penthièvre
- 1518-1532 : Claude de Rieux (1497 † 1532), fils du précédent
marié avec Suzanne de Bourbon-Montpensier († 1570), fille de Louis de Bourbon et de Louise de Montpensier
- 1532-1557 : Henri de Rieux († 1557), fils du précédent, sans postérité
- 1557-1570 : Louise de Rieux (1531 † 1570), sœur du précédent

mariée en 1555 à René de Lorraine (1536 † 1566), marquis d'Elbeuf (René II), descendant d'Antoine de Vaudémont et de Marie d'Harcourt. Harcourt passe alors à leurs descendants, du rameau d'Elbeuf de la branche de Guise de la Maison de Lorraine.

### Maison de Lorraine-Guise
- 1566-1605 : Charles Ier d'Elbeuf (1556 † 1605), duc d'Elbeuf (Charles Ier), fils des précédents
marié en 1583 à Marguerite de Chabot comtesse de Charny (1565 † 1652)
- 1605-1666 : Henri de Lorraine-Harcourt (1601 † 1666), fils du précédent, dont l'un des fils n'est autre que Philippe de Lorraine-Guise - dit le Chevalier de Lorraine (1645 † 1702) qui était un favori de Monsieur, frère du roi Louis XIV.

- 1666-1694 : François-Louis de Lorraine, (1623 † 1694), neveu du précédent, fils de Charles II d'Elbeuf, duc d'Elbeuf (Charles II), et de Catherine-Henriette de Bourbon

marié en 1645 à Anne d'Ornano († 1695) petite-fille du maréchal Alphonse
Leurs descendants seront titrés prince d'Harcourt.
- 1694-1719 : Alphonse Henri de Lorraine, comte d'Harcourt (1648 † 1719), dit le prince d'Harcourt, fils du précédent
marié en 1667 à Marie-Françoise de Brancas († 1715)
- 1719-1739 : Anne-Marie-Joseph de Lorraine, comte d'Harcourt (1679 † 1739), dit le prince d'Harcourt, fils du précédent
marié en 1705 à Marie Louise Chrétienne Jeannin de Castille (1680 † 1736)
- 1739-1747 : Louis Marie Léopold de Lorraine (1720 † 1747), dit le prince d'Harcourt, fils du précédent

### Indivision et vente
- 1747-1763 : Marie-Sophie-Charlotte de La Tour d'Auvergne (1729-1763), dite « Mademoiselle de Château-Thierry », fille de Louise-Henriette-Françoise de Lorraine (1707-1737), sœur du dernier prince d'Harcourt, précédent seigneur ; elle épouse en 1745 Charles Juste de Beauvau-Craon (1720-1793), 2e prince de Beauvau, dont :
- 1763-1802 : Anne-Louise-Marie de Beauvau-Craon (1750-1834), fille de la précédente, qui épouse en 1767 Philippe-Louis de Noailles (1752-1819), vicomte de Lautrec.
- 1747-1784 : Louis-Antoine-Sophie de Vignerot du Plessis (1736-1791), duc de Fronsac, à cause de sa mère Élisabeth-Sophie de Lorraine (1710-1740), également sœur du dernier prince d'Harcourt[1].

En 1802 la terre et le château d'Harcourt sont vendus à l'agronome Louis-Gervais Delamarre (1766-1827) , ancien procureur au Châtelet en 1791.

## Titres modernes
Le nom d'Harcourt a été donné en titre à des descendants de branches cadettes de la maison d'Harcourt, non titulaires du comté d'Harcourt dans l'Eure. Ces deux branches sont issues de Philippe d'Harcourt (1353-1403), seigneur de Bonnétable, fils de Jean V d'Harcourt.

### Ducs d'Harcourt
Le titre de duc d'Harcourt fut donné en 1700 par Louis XIV à Henry d'Harcourt (1654-1718), maréchal de France, de la branche cadette de Beuvron, par l'érection des marquisats de La Motte et de Thury en duché, sous le nom d'Harcourt. À ce titre fut associée la pairie par lettres patentes de 1709.

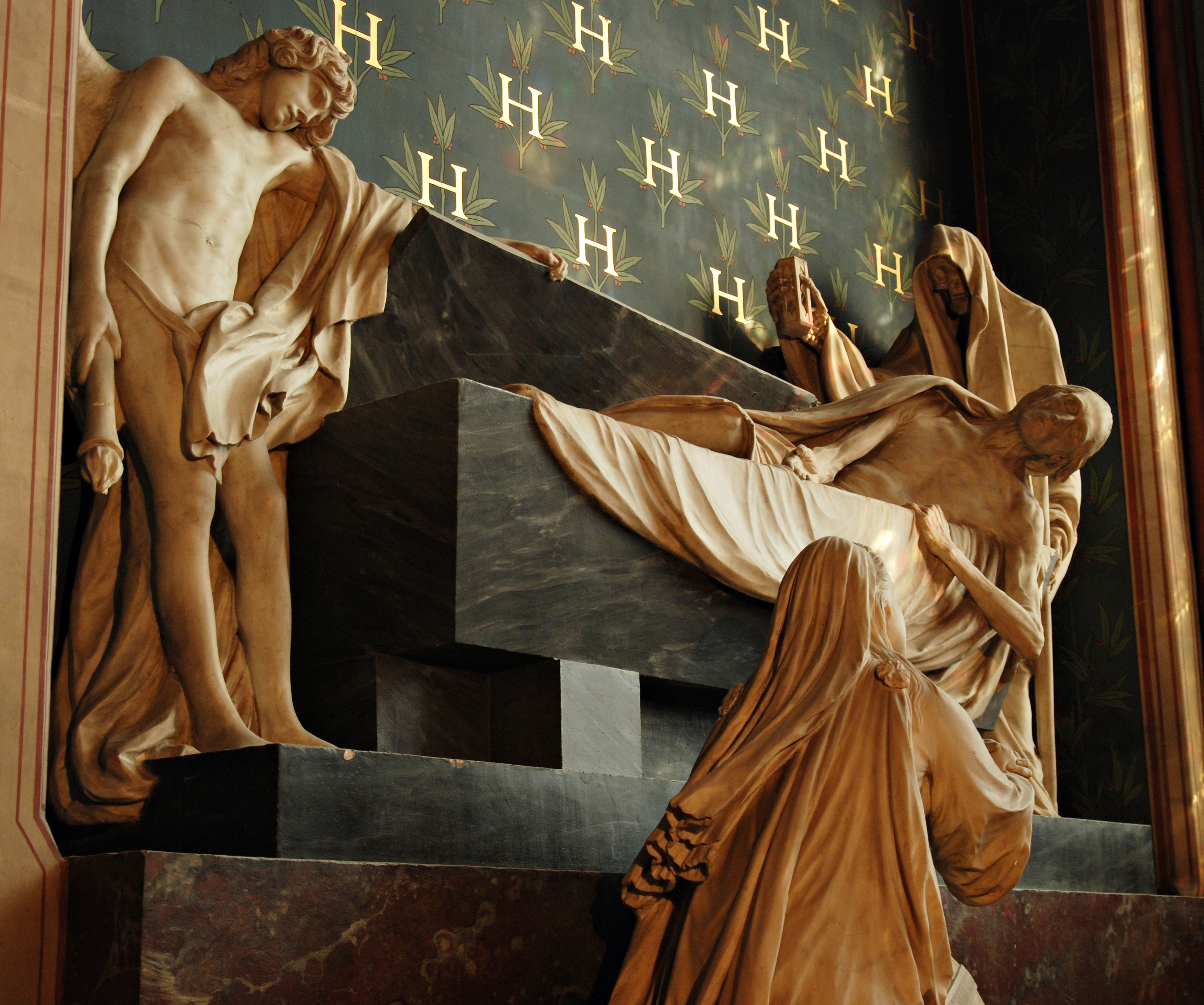
Tombeau d'Henri Claude d'Harcourt (1703-1769), fils d'Henry, duc d'Harcourt, par Jean-Baptiste Pigalle.

- 1700-1718 : Henri d'Harcourt (1654 † 1718), maréchal de France, 1er duc d'Harcourt,
marié en 1687 avec Marie-Anne-Claude de Brulard de Genlis (1669 † 1750)
- 1718-1750 : François (1689 † 1750), maréchal de France, 2e duc d'Harcourt, fils du précédent,
marié en 1716 avec Marguerite Sophie Louise de Neufville de Villeroy (1699 † 1716 ; fille de Louis-Nicolas), puis en 1717 à Marie Madeleine Le Tellier (1697 † 1735 ; fille de Louis-François-Marie)
- 1750-1750 : Louis Abraham d'Harcourt, abbé de l'abbaye de Signy et 3e duc d'Harcourt (1694 † 1750), frère du précédent,
Doyen de Notre-Dame de Paris, commandeur de l'ordre du Saint-Esprit, duc d'Harcourt du 10 juillet au 27 septembre 1750
- 1750-1783 : Anne Pierre d’Harcourt, 4e duc d'Harcourt (1701 † 1783), maréchal de France, frère du précédent,
marié en 1725 avec Eulalie de Beaupoil de Sainte-Aulaire (1715 † 1738)
- 1783-1802 : François-Henri d'Harcourt (1726 † 1802), 5e duc d'Harcourt, fils du précédent,
marié en 1752 avec Françoise Catherine Scholastique d'Aubusson de La Feuillade (branche de Villac-Miremont) (1733 † 1815), petite-fille du maréchal de Bezons
- 1802-1839 : Marie François (1755 † 1839), 6e duc d'Harcourt, neveu du précédent,
marié en 1780 avec Madeleine Jacqueline Le Veneur de Tillières († 1825)
- 1839-1840 : Alphonse Aymar François (1785 † 1840), 7e duc d'Harcourt, fils du précédent ;
- 1840-1865 : François Eugène Gabriel (1786 † 1865), 8e duc d'Harcourt, frère du précédent,
marié en 1807 avec Aglaé Terray (1788 † 1867)
- Henri Marie Nicolas (1808 † 1846), marquis d'Harcourt, fils du précédent
marié en 1829 avec Slanie (1807 † 1843), fille de Charles-Félix de Choiseul, duc de Praslin
- 1865-1895 : Charles François Marie (1835 † 1895), 9e duc d'Harcourt, fils du précédent
marié en 1862 avec Marie (1843 † 1916), comtesse de Mercy-Argenteau
- 1895-1908 : Henri Eugène François Marie (1864 † 1908), 10e duc d'Harcourt, fils du précédent,
marié en 1892 avec Marie de La Rochefoucauld Doudeauville (1871 † 1952)
- 1908-1997 : François Charles Jean Marie (1902 † 1997), 11e duc d'Harcourt, fils du précédent,
marié en 1927 avec Antoinette Gérard (1909 † 1958), puis en 1961 avec Maria Teresa de Zayas (1930 † 2021)
- 1997- 2020 : François Henri (1928 † 2020), 12e duc d'Harcourt, fils du précédent
marié le 28 octobre 2009 avec Isabelle Roubeau (1961).
- 2020- Geoffroy d'Harcourt (1952), 13e duc d'Harcourt, cadet de nom et d'armes.
marié le 6 septembre 1989 avec Hélène de Nicolay (1962).

L'héritier actuel du titre est Côme d'Harcourt (1990)

### Marquis d'Harcourt
Le titre de marquis d'Harcourt et pair de France fut donné en 1817 par Louis XVIII à Charles-Louis-Hector d'Harcourt d'Olonde (1743 - † 1820), de la branche ainée d'Olonde.
- 1817-1820 : Charles-Louis-Hector (1743 † 1820), marquis d'Harcourt
marié en 1767 avec Anne-Louise-Catherine d'Harcourt (1750 † 1823), sœur de Marie-François, duc d'Harcourt
- 1820-1831 : Amédée-Louis-Charles-François (1771 † 1831), marquis d'Harcourt, fils du précédent
marié en 1800 avec Elisabeth-Sophie d'Harcourt (1771 † 1846)
- 1831-1846 : William Bernard (1801 † 1846), marquis d'Harcourt, fils du précédent
marié en 1837 avec Harriet Cavendish (1812 † 1898)
- 1846-1883 : George (1808 † 1883), marquis d'Harcourt, frère du précédent
marié en 1841 avec Jeanne-Paule de Beaupoil de Sainte-Aulaire (1817 † 1893)
- 1883-1914 : Bernard Pierre Louis (1842 † 1914), marquis d'Harcourt, fils du précédent
marié en 1871 avec Marguerite-Armande de Gontaut-Biron (1850 † 1953)
- 1914-1970 : Étienne (1884 † 1970), marquis d'Harcourt, fils du précédent
marié en 1914 avec Marie de Curel (1892 † 1982)
- 1970-1984 : Bernard (1919 † 1984), marquis d'Harcourt, fils du précédent
marié en 1946 avec Élisabeth-Blanche de Caumont-La Force (1927 † 2003)
- 1984- : Jean (1952), fils du précédent
marié en 1986 avec Françoise Fabre (1954) - divorcé en 2008.

L'héritier actuel du titre est Guillaume-Henri d'Harcourt (1955).